# Mathias Clemens

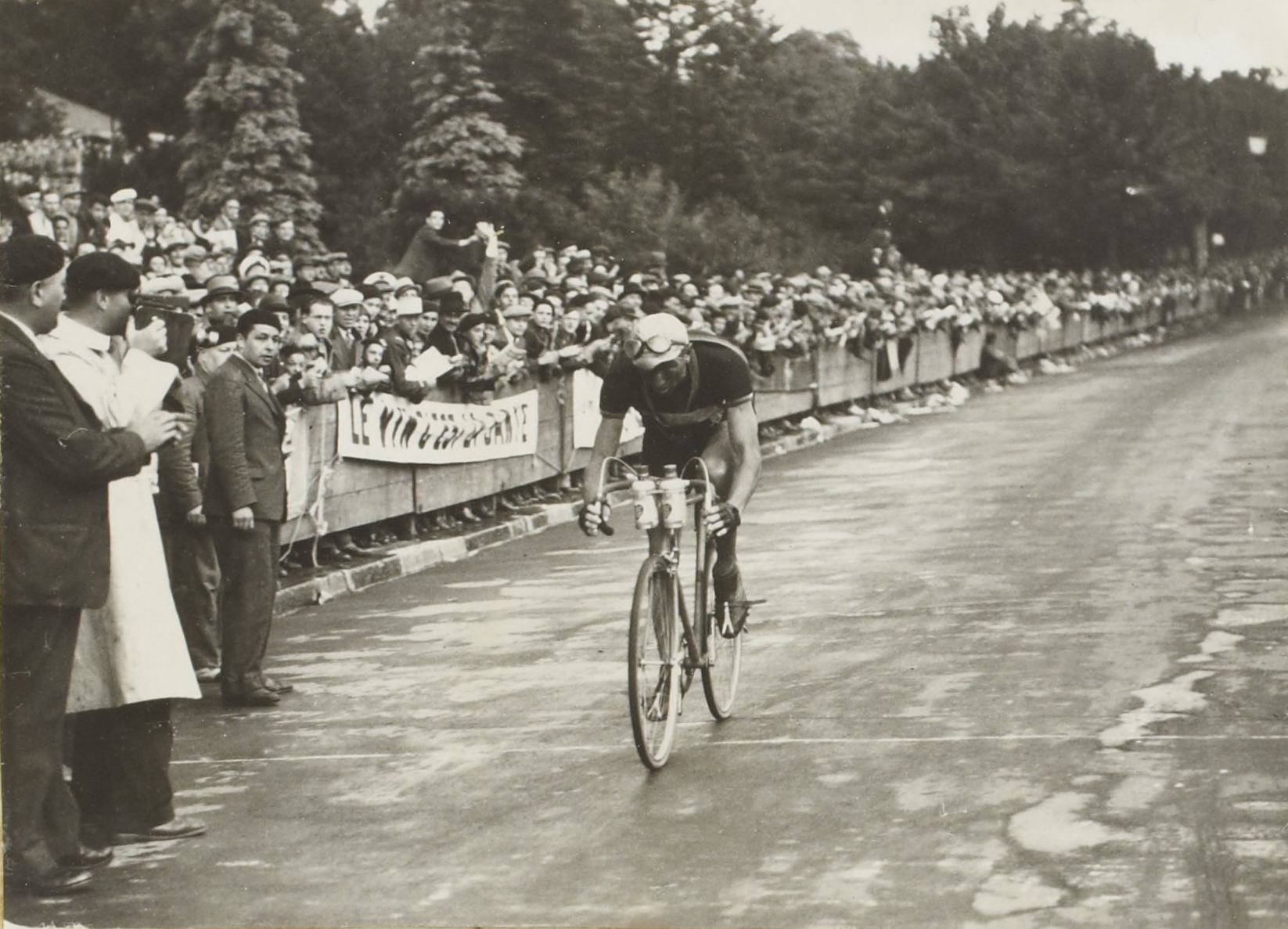
Mathias Clemens, 1936

Mathias Clemens, auch Mett Clemens, (* 8. August 1915 in Redingen i. Lothr., heute Rédange, Frankreich; † 26. November 2001 in Huncherange) war ein luxemburgischer Radrennfahrer.

## Sportliche Laufbahn
Er war bis 1948 Mitglied seines heimatlichen Vereins Velo-Club Huncherange. Erster größerer Erfolg war 1935 der nationale Meistertitel in der Klasse der Unabhängigen. Mathias Clemens war Profi-Rennfahrer von 1935 bis 1948 und in dieser Zeit der erfolgreichste luxemburgische Straßenrennfahrer. Zweimal – 1938 und 1948 – wurde er Luxemburgischer Straßenmeister. Jahrelang dominierte er die Luxemburg-Rundfahrt, die er fünfmal gewann. Viermal nahm er an der Tour de France teil; 1936 wurde er Siebter der Gesamtwertung, 1938 Fünfter und 1939 Vierter. 1940, nach der Besetzung Luxemburgs durch die Deutsche Wehrmacht, übersiedelte er zeitweilig nach Spanien. Nach seiner Rückkehr startete er für das Radsportteam Wanderer und hatte er mehrfach Konflikte mit der Besatzungsmacht, so wurden er und seine Frau 1943 wegen Beihilfe zur Fahnenflucht verhaftet. Beide kamen aus Mangeln an Beweisen frei. 1940 siegte er bei den Luxemburgischen Cyclocross-Meisterschaften.
1948 belegte Clemens gemeinsam mit Lucien Gillen den zweiten Platz beim Sechstagerennen von New York. Nach dem tödlichen Sturz seines Freundes Richard Depoorter 1948 beschloss er, seine Laufbahn zu beenden. Er fuhr noch einige Bahnrennen, stürzte dabei in Paris schwer und beendete seine Karriere daraufhin.

## Berufliches
Nach dem Ende seiner Laufbahn wurde Clemens zunächst Herausgeber der Wochenzeitschrift Nouvelles Sportives. Später war er im Elektrizitätswerk des Stahlkonzerns ARBED tätig.

## Politik
Von 1946 bis 1951 war Mathias Clemens Deputierter im luxemburgischen Parlament. 

## Familiäres
Sein Bruder war der Rennfahrer Pierre Clemens.

## Ehrungen
1995 erhielt er den Ehrenpreis des Luxemburgischen Presseverbandes für seine sportlichen und persönlichen Leistungen.